# Jordan Belfi
Jordan Christopher Belfi (ur. 30 listopada 1978 w Los Angeles) – amerykański aktor filmowy i telewizyjny.
Jordan Belfi urodził się w Los Angeles w Kalifornii. W 2000 roku ukończył Wesleyan University. Najbardziej znany jest z roli agenta Adama Daviesa w serialu Ekipa. Zaliczył także występy w takich serialach jak Power Rangers Time Force, Pod osłoną nocy, Kochane kłopoty, Hawaii Five-0, Chirurdzy i innych.
Ma 183 cm wzrostu.